# 유카기르어족

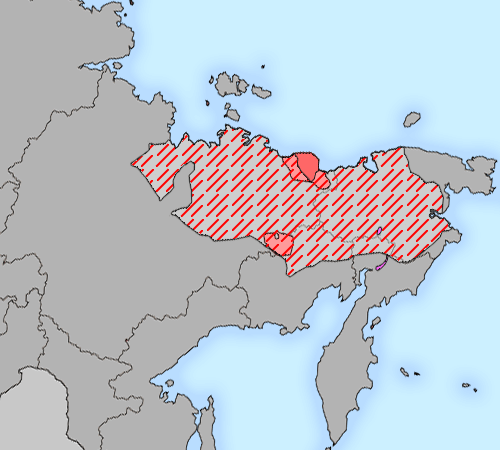
빗금친 부분은 17세기의 분포, 진한 부분은 20세기의 분포.

유카기르어족(Yukaghir languages)은 극동 시베리아의 유카기르인들이 사용하는 언어들로 이루어지는 소규모의 어족으로, 사용 인구는 콜리마강변에 위치해 있다. 2009년 기준으로 툰드라 유카기르어와 콜리마 유카기르어의 2가지 방언만이 남아있으며 합쳐서 많아야 수백 명 이하의 화자가 남아있는 것으로 추정되었다. 일반적으로 계통상 고립된 고시베리아 제어의 일종으로 여겨지나, 일부 학자들은 에스키모-알류트어족이나 우랄어족과의 관계를 추측하기도 한다.

## 분류
- 북부 유카기르어 (툰드라 유카기르어)
- 남부 유카기르어 (콜리마 유카기르어)
- 오모크어†
- 추반어†

오모크어와 추반어는 19세기까지 사멸한 것으로 추정된다. 추반어를 쓰던 추반족은 아직 민족 정체성이 남아 있어 2010년 러시아 인구조사 기준 1,002명의 추반족 인구가 있는 것으로 조사되었고 그 중 대부분은 축치 자치구에 살고 있다.

### 어휘 비교
다음은 콜리마 유카기르어와 툰드라 유카기르어의 몇가지 어휘를 비교한 것이다.:150
| 영어 번역 | 콜리마 유카기르어 | 툰드라 유카기르어 |
| --------- | ----------------- | ----------------- |
| one       | irkēj             | mōrqōñ            |
| two       | ataqlōj           | kijōñ             |
| five      | iñhañbōj          | imd’ald’añ        |
| many      | niŋel             | pojōl             |
| all       | t’umu             | jawnə             |
| day       | pod’erqə          | t’ajləŋ           |
| sun       | jelōd’ə           | jerpəjəŋ          |
| water     | ōd’ī              | lawjəŋ            |
| fish      | anil              | al’həŋ            |
| reindeer  | at’ə              | il’eŋ             |
| dog       | pubel             | laməŋ             |
| person    | šoromə            | ködeŋ             |
| people    | omnī              | t’īŋ              |
| eye       | aŋd’ə             | jȫd’īŋ            |
| tooth     | todī              | sal’hərīŋ         |
| night     | emil              | t’iŋit’əl         |
| foot      | nojl              | t’ohul            |
| name      | ñū                | kirijəŋ           |
| to sit    | modo-             | sahañeto          |
| kill      | kuledə-           | puñīto            |
| die       | amdə-             | jabəto            |
| know      | leidī-            | kurilīto          |
| drink     | ožə-              | law-              |

## 같이 보기
- 우랄어족